# Final Fantasy Mystic Quest
Final Fantasy Mystic Quest, lançado no Japão como Final Fantasy USA: Mystic Quest (ファイナルファンタジーUSA ミスティッククエスト, Fainaru Fantajī Yū Esu Ē Misutikku Kuesuto), é um jogo eletrônico de RPG desenvolvido e publicado pela SquareSoft para o Super Nintendo Entertainment System. O jogo foi desenvolvido como um spin-off da série Final Fantasy destinado especificamente ao mercado norte-americano, sendo divulgado como um "jogo RPG simplificado ... projetado para o jogador de nível iniciante" em uma tentativa de ampliar seu apelo geral. Sua apresentação e sistema de batalha são bem semelhantes ao da série principal, porém difere na inclusão de elementos de jogos de ação-aventura. Mystic Quest também foi o primeiro Final Fantasy lançado na Europa.
Na história, o jogador controla um jovem chamado Benjamin durante sua jornada para salvar o mundo. Seu objetivo é reconquistar um conjunto de cristais roubados que determinam o estado dos quatro poderes elementais. A jogabilidade é uma mudança em relação a série principal em diversas maneiras, com várias elementos tradicionais de Final Fantasy sendo eliminados, como encontros randômicos, pontos de salvamento e um sistema em grupo. O jogo recebeu críticas mistas tanto nos Estados Unidos quanto no Japão, sendo criticado pela jogabilidade simplificada e falta de profundidade na história.